# Anna Christie (film 1923)
Anna Christie è un film muto del 1923 diretto da John Griffith Wray. Tratto dal lavoro teatrale di Eugene O'Neill e sceneggiato da Bradley King (moglie del regista), aveva come protagonista Blanche Sweet. Il ruolo del padre era interpretato da George F. Marion, l'attore che aveva ricoperto lo stesso ruolo sulle scene di Broadway e che riprenderà la parte ancora una volta nel remake sonoro di Clarence Brown del 1930.

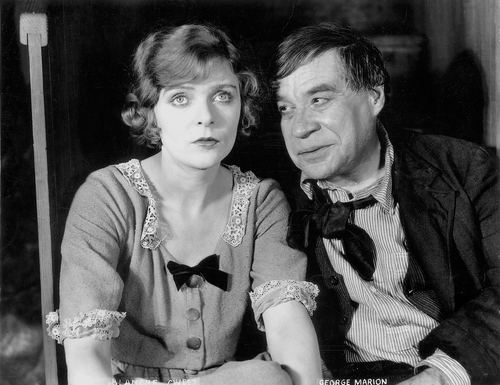
Blanche Sweet e George Marion

A Broadway, il dramma aveva debuttato al Vanderbilt Theatre il 2 novembre 1921, riscuotendo un ottimo successo e rimanendo in scena per 177 giorni fino alle ultime repliche nell'aprile 1922. Pauline Lord aveva ricoperto il ruolo di Anna Christopherson, Frank Shannon quello di Mat Burke e George Marion quello di Chris Christopherson.
Il dramma di Eugene O'Neill (premio Pulitzer) era stato pubblicato a New York il 2 novembre 1921. Fu riportato sullo schermo nel 1930 in versione sonora con lo stesso titolo, Anna Christie, per la regia di Clarence Brown e con Greta Garbo come protagonista.

## Trama
Il vecchio capitano Chris Christopherson vuole tenere lontana dal mare l'unica figlia, Anna. Decide così di lasciarla crescere in campagna, nella fattoria di alcuni suoi cugini che vivono nel Minnesota. Trattata male, Anna fugge di casa andando a stare a Chicago dove, per sopravvivere, diventa una prostituta. Un giorno, Anna si reca a New York, in visita al padre. Questi, ignorando il passato della figlia, la invita a vivere con lui sulla chiatta dove è capitano. Anna conosce e si innamora di un marinaio, provocando il dispiacere del padre. Durante una discussione tra i due uomini, Anna rivela loro il suo passato. Feriti e amareggiati, ambedue la lasciano sola. Ben presto, però, ritorneranno sui loro passi per riconciliarsi e perdonare.

## Produzione
Il film fu prodotto da Associated First National Pictures e dalla Thomas H. Ince Corporation.

## Distribuzione
Distribuito dalla First National Pictures, il film uscì in sala il 3 dicembre dopo essere stato presentato in prima a New York il 28 novembre 1923. Il 17 marzo 1924, il film fu distribuito in Danimarca e, il 15 settembre 1924, in Finlandia.
Copia della pellicola, con didascalie in russo, si trova conservata in un archivio jugoslavo. Nell'agosto 2010, la Grapevine Video DVD edition ha distribuito la versione in DVD del film, tratto dall'unica copia esistente che si conosca.